# Ринк, Иван Александрович
Иван Александрович Ринк (латыш. Jānis Rinks, 12 ноября 1886 — 15 марта 1938) — российский, советский военный деятель.

## Биография
Родился на хуторе Гросс-Экауской волости (ныне Иецавский край) Бауский уезд, Курляндской губернии, латыш, из крестьян. В службе в РИА с 1908 года. В 1910 году в чине подпоручика окончил Виленское военное училище.
Участник Первой мировой войны. Находился в немецком плену (1914—1918). Звание в РИА — штабс-капитан.
В РККА — с 1919 года. Член компартии. Кроме Виленского военного училища (1908—1910) окончил ВАК при Военной академии РККА (октябрь 1922 — июль 1923). Владел английским, французским, немецким и персидским языками. Участник гражданской войны. Командир пулеметной команды 10-го, 457-го стрелковых полков, отдельной Ударно-огневой бригады. Участвовал в боях на Восточном фронте, в Северной Таврии и Крыму, Чечне и Дагестане. Помощник начальника 16-й стрелковой дивизии (июль 1921 — февраль 1922), Военно-исторического отдела Военной академии РККА (февраль-май 1922), заведующий сектором 3-го отдела РУ штаба РККА (февраль-май 1922).
Помощник командира 16-й, 48-й Тверской стрелковых дивизии (август 1923 — май 1924). Военный атташе при полпредстве СССР в Афганистане (май 1924 — ноябрь 1926; ноябрь 1928 — октябрь 1930). В распоряжении (ноябрь 1926 — июль 1927), помощник начальника 3-го (июль 1927 — ноябрь 1928), начальник 4-го (октябрь 1930 — май 1931) отделов РУ штаба РККА. Начальник восточного факультета Военной академии РККА им. М. В. Фрунзе (май 1931 — февраль 1932) Военный атташе при полпредстве СССР в Японии (февраль 1932 — октябрь 1937). Последнее воинское звание — комдив (Приказ народного комиссара обороны СССР № 2494 от 26.11.1935 г.).

## Арест и гибель
Арестован 7 октября 1937 года. Обвинён в шпионаже и в участии в антисоветском заговоре в РККА. Имя Ринка включено в сталинский расстрельный список, датированный 5 марта 1938 года. Приговорён к ликвидации Сталиным. 15 марта 1938 года приговор формально утверждён ВКВС СССР. Казнён в тот же день. Труп захоронен на Коммунарке. 30 июня 1956 года реабилитирован посмертно.
Жена — Мария Константиновна Ринк (1891 г.р.) в мае 1938 года была осуждена как член семьи изменника Родины к восьми годам лагерей.

## Награды
В РИА был награждён орденами Св. Анны 4-й и 3-й степеней, Св. Станислава 3-й ст.
В РККА награждён двумя орденами Красного Знамени (4.07.1921; 27.08.1923.

## Ринк о себе
«… — Я беспартийный. Офицер царской армии. Не военного времени, а кадровый. Всю войну — на фронте. Последний чин — штабс-капитан. Офицерский долг исполнял не за страх, а за совесть. В Красной Армии служу тоже не из страха и не из корысти. Объяснить это сложно…»